# Michał Urbanek
Michał Władysław Urbanek (ur. 18 września 1886 w Kawęczynie, zm. 18 lutego 1982 w Sopocie) – polski nauczyciel filolog, pedagog, harcmistrz, działacz oświatowy, harcerski i społeczny, podczas II wojny światowej organizator tajnego nauczania.

## Życiorys

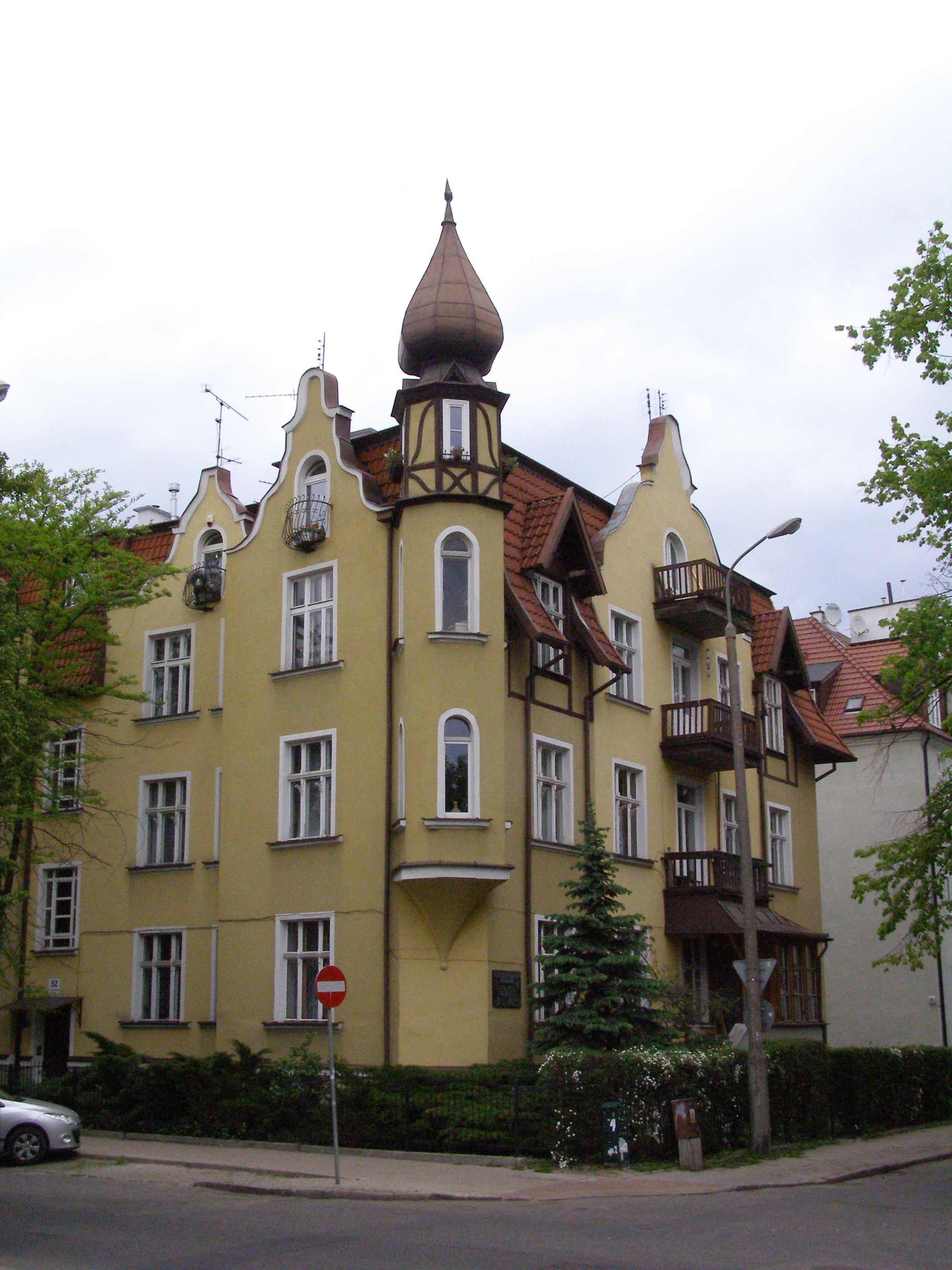
Dom przy ulicy Jana Jerzego Haffnera w Sopocie, w którym mieszkał Michał Urbanek

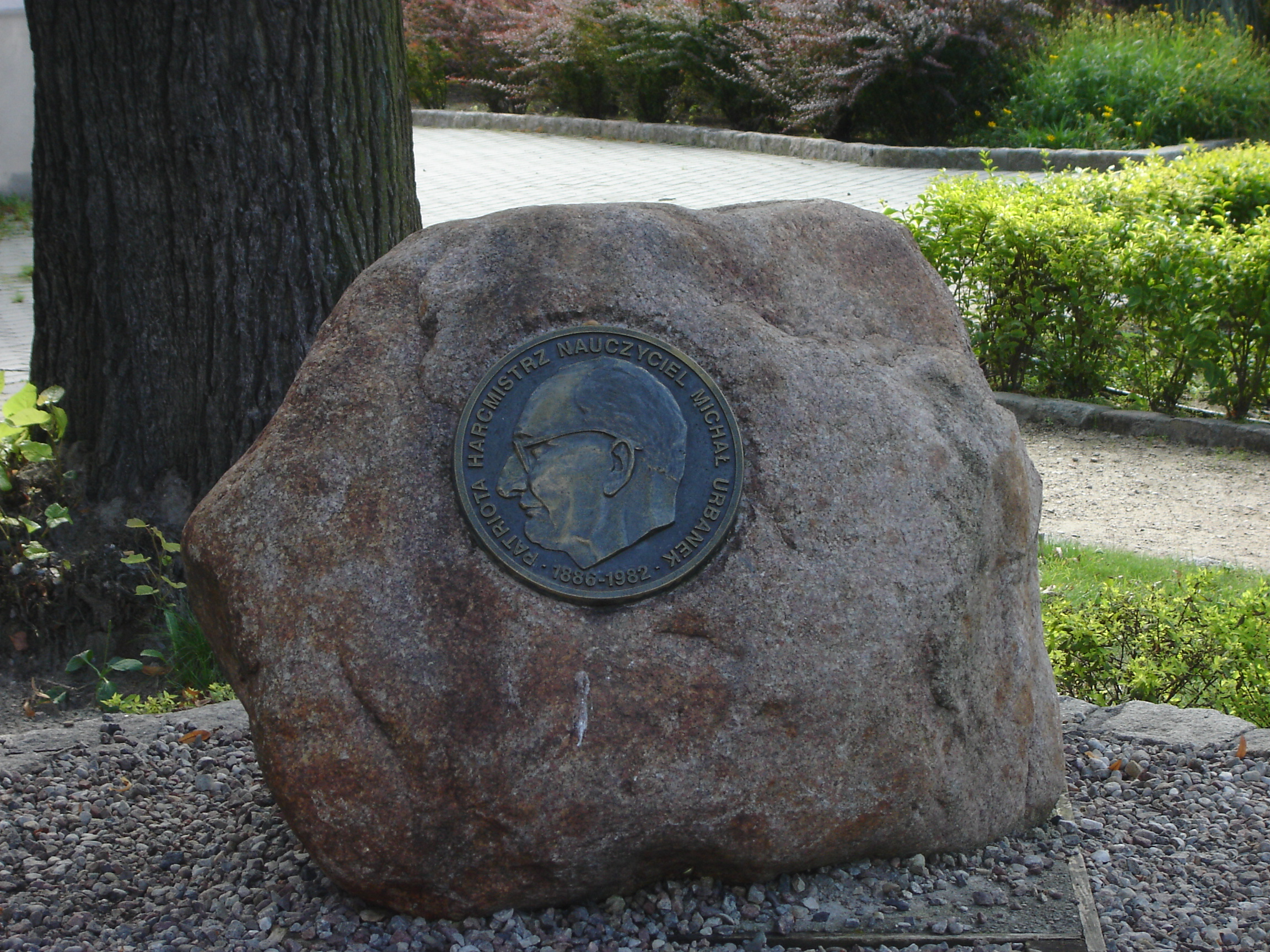
Kamień pamiątkowy honorujący Michała Urbanka w Sopocie

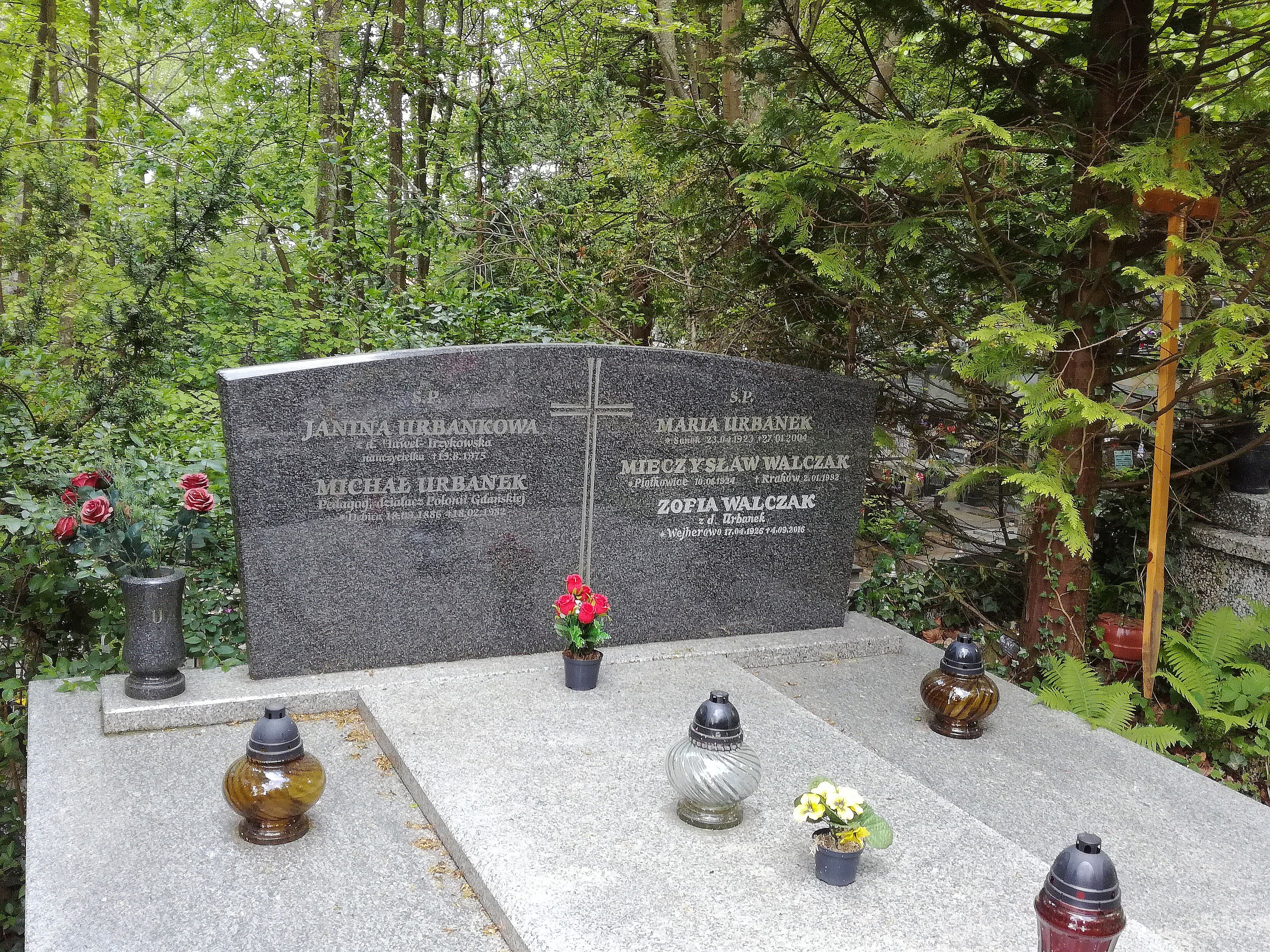
Grób Michała Urbanka na cmentarzu katolickim w Sopocie

Urodził się w Kawęczynie, małym miasteczku pod Dębicą, jako najstarsze z 10 dzieci Jana, wyrobnika rolniczego. W Dębicy ukończył gimnazjum klasyczne w 1908. Został absolwentem polonistyki na Wydziale Filozoficznym Uniwersytetu Jagiellońskiego w 1913. Od 31 stycznia 1914 do 17 lipca 1920 pracował w Gimnazjum Męskim im. Królowej Zofii w Sanoku, prowadząc zajęcia z języka polskiego, łacińskiego i greckiego. W tym czasie jako egzaminowany zastępca nauczyciela został mianowany nauczycielem rzeczywistym od 1 lipca 1919. Był sekretarzem sanockiego Koła Towarzystwa Szkoły Ludowej, działając na rzecz oświaty w regionie Sanoka, w tym organizując biblioteki. Od końca 1917 organizował na nowo sanocką drużynę harcerską im. Stefana Czarnieckiego i do 1920 utworzył pięć nowych, pełniąc funkcję komendanta sanockiego hufca od 1918 do 1920. U kresu I wojny światowej pod koniec 1918 powołał harcerskie Pogotowie Młodzieży, szkolone i kierowane przez Władysława Zaleskiego, spełniające zadania utrzymania porządku w mieście. Na przełomie 1919/1920 redagował miesięcznik harcerski „Bóg i Ojczyzna”. Był inicjatorem powstania zawiązanego 22 maja 1919 Koła Przyjaciół Harcerstwa w Sanoku i jako komendant harcerzy został członkiem jego wydziału (zarządu). Został członkiem Komitetu Opieki nad Żołnierzem Polskim w Sanoku, zawiązanego w połowie 1919 z inicjatywy ppłk. Gustawa Truskolaskiego i starosty sanockiego Tadeusza Wrześniowskiego. Z Sanoka został przeniesiony na posadę nauczyciela w Wielkopolsce 17 lipca 1920. Tuż po odzyskaniu przez Polskę niepodległości znalazł się w grupie kilku sprawdzonych profesorów sanockiego gimnazjum, których skierowano do pracy w polskich szkołach na obszarze byłego zaboru pruskiego.
Od 1920 do 1926 był nauczycielem w Wejherowie, gdzie także był działaczem oświatowym, zorganizował miejscowy Hufiec Harcerzy i został jego komendantem, a także organizatorem  harcerskiego klubu sportowego, uchodzącego za najlepszy na Pomorzu. W 1922 roku otrzymał stopień instruktorski podharcmistrza, od 1927 roku równoważny harcmistrzowi. Wchodził też w skład Zarządu ZHP w Toruniu. Od 1 września 1926 do 29 sierpnia 1939 był nauczycielem w Gimnazjum Polskim Macierzy Szkolnej (w tej szkole pracowali byli profesorowie z sanockiego gimnazjum, Jan Augustyński i Jadwiga Zaleska. Tam pełnił funkcję szefa referatu świetlicowego w Wydziale Propagandy Związku Polaków w Wolnym Mieście Gdańsk. Był organizatorem ponad 20 polskich świetlic, przewodniczącym Koła Towarzystwa Nauczycieli Szkół Średnich, był inicjatorem powstania Hufca harcerskiego w Wolnym Mieście Gdańsku, na którego czele stał w latach 1928–1931. Działał w Towarzystwie Przyjaciół Nauki i Sztuki. Był jednym z redaktorów pisma „Straż Gdańska”. Wobec zagrożenia wybuchem konfliktu zbrojnego, 31 sierpnia 1939 ogłosił zamknięcie gdańskiego gimnazjum na polecenie władz polskich Komisariatu Generalnego RP.
Po wybuchu II wojny światowej podczas okupacji niemieckiej prowadził Tajne komplety w Gdyni (w tym czasie był aresztowany i zwolniony), Krakowie i Dębicy. W rodzinnym mieście pracował także jako nauczyciel po zakończeniu działań wojennych. Od 1 września 1945 do 31 marca 1967 był nauczycielem języka polskiego w Liceum Ogólnokształcącym im. Bolesława Chrobrego w Sopocie. W tym mieście był radnym Miejskiej Rady Narodowej od 1945. W dniach 21–22 czerwca 1958 uczestniczył w „Jubileuszowym Zjeździe Koleżeńskim b. Wychowanków Gimnazjum Męskiego w Sanoku w 70-lecie pierwszej Matury”. W 1967 przeszedł na emeryturę w wieku 81 lat. Działał w Oddziale Sopockim Związku Nauczycielstwa Polskiego. Był członkiem Komitetu Budowy Tysiąca Szkół. Od 1957 do 1960 był członkiem Głównego Sądu Organizacyjnego przy Zarządzie Głównym ZNP w Warszawie. Został członkiem honorowym Towarzystwa Literackiego im. Adama Mickiewicza.
Zmarł 18 lutego 1982. Został pochowany na cmentarzu katolickim w Sopocie (kwatera C2-5-19).
Był żonaty, miał córki: Marię i Zofię, oraz syna Mieczysława.
Dla upamiętnienia Michała Urbanka w Sopocie nazwano jego imieniem skwer przy ulicy Ignacego Krasickiego, położony naprzeciw II Liceum Ogólnokształcącego oraz odsłonięto 12 lutego 2004 kamień pamiątkowy z tablicą w postawi głazu narzutowego. W 2012 ukazała się publikacja biograficzna pt. Michał Władysław Urbanek – dębickie lata.

## Publikacje
- Chłop w literaturze złotego okresu (1914)[22][23]
- Chłop u Modrzewskiego, Orzechowskiego i Reja (1914)
- Chłop w literaturze złotego okresu / Chłop u Klonowicza i Skargi (1916)[23][24]
- Gdańsk a Polska (1929)
  - Poland and Danzig: a little souvenir from the Polish Boy-Scouts in Danzig (1929, współautorka: Jadwiga Frankowska)

## Ordery i odznaczenia
- Krzyż Kawalerski Orderu Odrodzenia Polski (1958)
- Złoty Krzyż Zasługi (dwukrotnie: przed 1939, 19 sierpnia 1955[25])
- Srebrny Krzyż Zasługi (17 marca 1934)[26]
- Medal 10-lecia Polski Ludowej (1955)
- Odznaka 1000-lecia Państwa Polskiego
- Srebrny Krzyż „Za Zasługi dla ZHP” z Rozetą-Mieczami (pośmiertnie, 1993)
- Odznaka „Zasłużony Nauczyciel PRL” (1958)
- Złota Odznaka ZNP
- Odznaka harcerska „Za Zasługę” (1924)
- Harcerska Odznaka Honorowa „Za Zasługi dla ZHP” (1971)
- Krzyż Starszoharcerski (przed 1939)
- Odznaka „Zasłużony Działacz Towarzystwa Rozwoju Ziem Zachodnich”

## Wyróżnienia
- Lilia harcerska „Za Zasługę” (1924, przyznana przez Prezydenta RP Stanisława Wojciechowskiego za zasługi na polu pracy harcerskiej)
- Tytuł „Człowieka Roku Województwa Gdańskiego” – dwukrotnie